# Појнт Леј (Аљаска)
Појнт Леј (енгл. Point Lay) насељено је место без административног статуса у америчкој савезној држави Аљаска.

## Демографија
По попису из 2010. године број становника је 189, што је 58 (-23,5%) становника мање него 2000. године.
| Група             | 2000.     | 2010.      |
| Белци             | 24 (9,7%) | 19 (10,1%) |
| Афроамериканци    | 0 (0,0%)  | 0 (0,0%)   |
| Азијати           | 1 (0,4%)  | 0 (0,0%)   |
| Хиспаноамериканци | 6 (2,4%)  | 1 (0,5%)   |
| Укупно            | 247       | 189        |